# Ángel de Saavedra

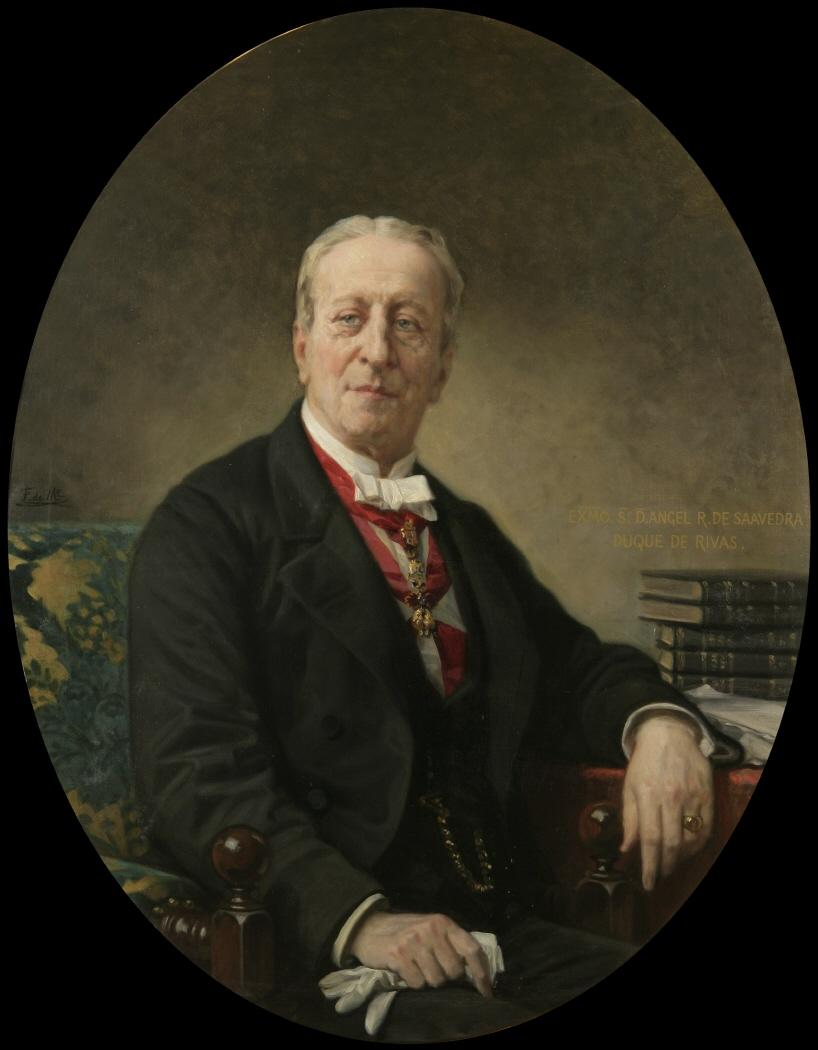
Ángel de Saavedra

Ángel de Saavedra (1791 — 1865) foi um poeta e dramaturgo romântico espanhol. Foi Duque de Rivas e primeiro-ministro da Espanha, assumindo esse último cargo entre 18 e 20 de julho de 1854.